# 도미니크 드 빌팽
도미니크 마리 프랑수아 르네 갈루조 드 빌팽(프랑스어: Dominique Marie François René Galouzeau de Villepin 듣기 (도움말·정보), 1953년 11월 14일 - )은 프랑스의 외교관이자 전 프랑스 총리이다.
모로코의 라바트에서 태어났으나 베네수엘라에서 성장하였고 프랑스에서 고등 교육을 마쳤다.
시라크 정부에서 외교부 장관과 내무부 장관을 역임했으며 2005년 5월 31일에 총리로 취임하였다.
2006년에 최초고용계약을 제안했으나 학생들의 시위에 밀려 철회했다. 지금까지 10여 권에 달하는 책을 냈다.

## 같이 보기
- 프랑스 정부수반 목록